# Santa Ovaia
Santa Ovaia is een plaats (freguesia) in de Portugese gemeente Oliveira do Hospital en telt 647 inwoners (2001).